# ヘピニキ

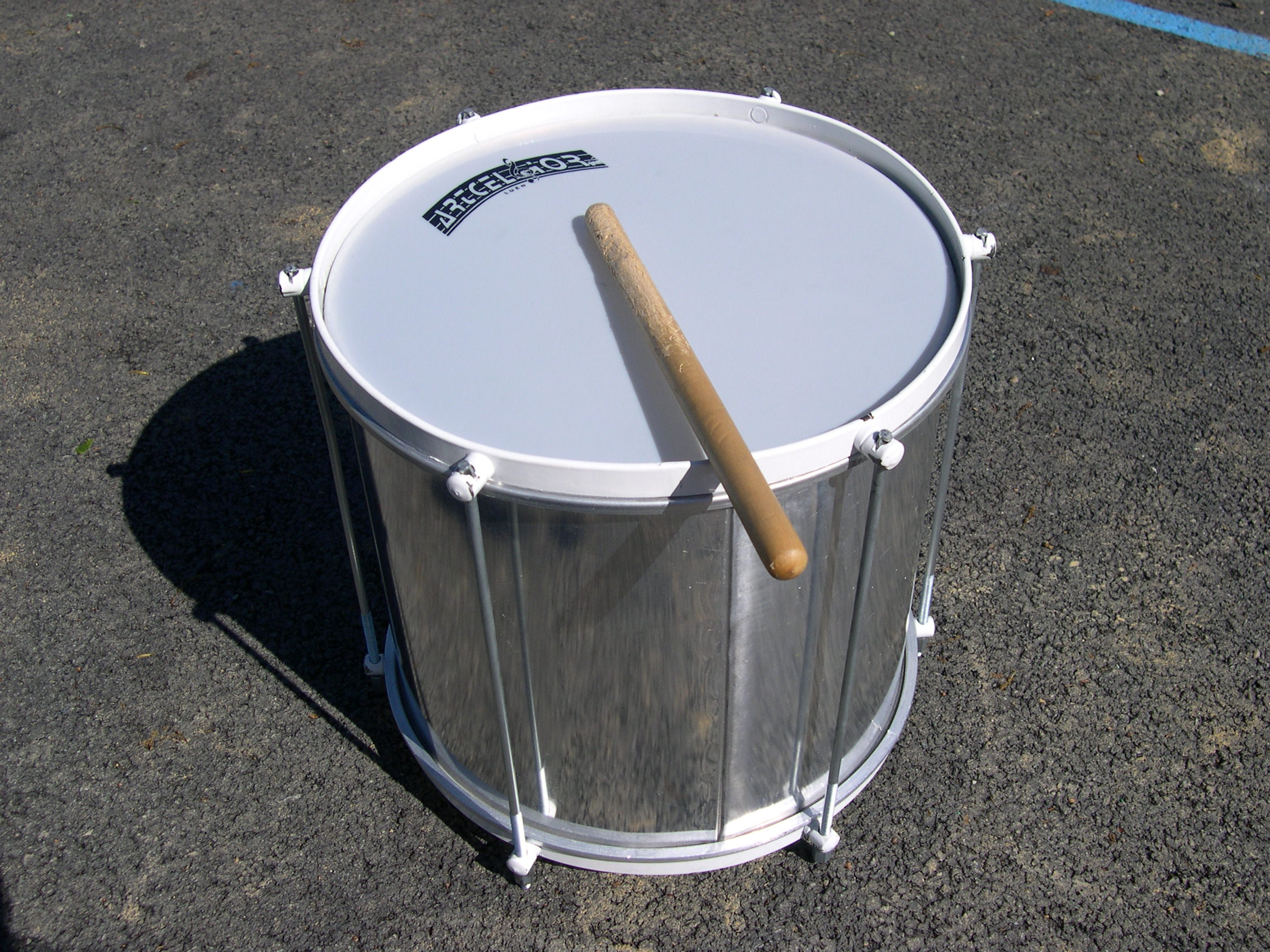
ヘピニキ

ヘピニキ（Repinique）は、サンバなどブラジル音楽で演奏する打楽器の一つである。本来の名称は「ヘピーキ」（Repique）。もとはスルドの一種として、スルド・ジ・ヘピーキと呼ばれた。

## 形状・奏法
細長い胴にナイロン製のヘッドを張り、高い音がにチューニングした両面太鼓。かつてヘッドの材質は山羊皮が張られていたため、今とは違い低めのチューニングでテンポもやや遅かった。しかし1978年にナイロン製のヘッドに変わったことでチューニングも高くなり、テンポが速くなった。
片手でバケッタ（バケタとも）と呼ばれるヘピーキ専用の撥で打面を叩き、もう一方の手は平手でリムにかかるようにアクセントをつけて打面を叩き、16分音符の4連符を演奏するのが一般的である。ブラジルでは長さ30cmほどでチップの付いていない太い木製のバケッタ(Baqueta、ポルトガル語で撥)が使われる。
日本やブラジルではこの楽器をヘピニキと呼称するが、これは誤りで本来はへピーキと呼称する。また日本では楽器のサイズもほぼ統一されたものを使用し、ドラムスティックで叩く場合も多いが、ブラジルでは異なる。ヘピーキとヘピニキはどちらも同じ楽器であるが、その名称の違いはエスコーラ・ジ・サンバやブロコにおけるバテリアと呼ばれる打楽器隊の編成のパートとサイズ次第で異なる。
ヘピーキはサンバ・ジ・エンヘードやバトゥカーダにおいて打楽器隊が演奏する際のスタートや途中でいったん全体の演奏をストップさせるブレッキ（ブレーキの意）、またパラジーニャと呼ばれるコール・アンド・レスポンスの際に合図的な役割を果たす。またバトゥカーダでソロ部分を叩く楽器である。
近年では派生形としてヘピーキ・ジ・モー(Repique de Mor)と呼ばれるより低音が出る楽器もエスコーラ・ジ・サンバでの楽器編成において広く使われている。
ヘピーキの仲間としては、片面だけヘッドを張った打面をバケッタを使わずに平手で叩くへピーキ・ジ・マォン（マォンは手の意）、両面にヘッドが張られて打面を平手で叩き、胴を指につけた指輪で叩いて音を出すヘピーキ・ジ・アネゥ（Repique de Anel、アネゥは指輪の意）がある。これらはパゴーヂなどの少人数編成のサンバ演奏で演奏される。

## 主要メーカー
- ARTCELSIOR
- CONTEMPORÂNEA
- GOPE
- IVSOM
- IZZO
- パール楽器製造株式会社
- REMO
- RMV